# Ctenitis scabrosa
Ctenitis scabrosa là một loài thực vật có mạch trong họ Dryopteridaceae. Loài này được (Kuntze) Ching miêu tả khoa học đầu tiên năm 1938.